# Diaethria caelinula
Diaethria caelinula är en fjärilsart som beskrevs av Achille Guenée 1872. Diaethria caelinula ingår i släktet Diaethria och familjen praktfjärilar. Inga underarter finns listade i Catalogue of Life.